# Sääksjärvi (sjö i Jyväskylä, Mellersta Finland)
Sääksjärvi är en sjö i kommunen Jyväskylä i landskapet Mellersta Finland i Finland. Sjön ligger 120,7 meter över havet. Den är 16,1 meter djup. Arean är 60 hektar och strandlinjen är 3,62 kilometer lång. Sjön  ingår i Kymmene älvs huvudavrinningsområde.   Den ligger nära Jyväskylä och omkring 230 kilometer norr om Helsingfors. 